# António Eduardo Vilaça
António Eduardo Augusto de Sousa Azevedo Vilaça (Sé, Braga, 14 de Dezembro de 1852 — São Sebastião da Pedreira, Lisboa, 28 de Janeiro de 1914) foi Par do Reino,  e político de destaque, dirigente do Partido Progressista, que se distinguiu como parlamentar e como Ministro da Marinha e Ultramar (de 18 de Agosto de 1898 a 26 de Junho de 1900) e Ministro dos Negócios Estrangeiros (de 20 de Outubro de 1904 a 19 de Março de 1906 e de 22 de Dezembro de 1909 a 26 de Junho de 1910). Foi ainda professor do Instituto Industrial de Lisboa (actual Instituto Superior Técnico) e presidente da Companhia de Moçambique e oficial de engenharia do Exército Português

## Biografia
Nasceu em Braga, na freguesia da Sé, filho de Bento José Ferreira Vilaça, natural do Porto e de sua mulher Maria Angelina Barbosa de Araújo de Sousa Azevedo, natural de Braga. Casou a 16 de Setembro de 1885, em Lisboa, na Igreja Paroquial de São Jorge de Arroios, com Amélia Henriqueta de Castro Ramires, de quem teve 14 filhos.
Foi oficial de engenharia do Exército Português e professor do Instituto Industrial de Lisboa, a instituição que deu origem ao actual Instituto Superior Técnico. A convite de Emídio Navarro, que o conheceu como professor do Instituto Industrial, ingressou no Partido Progressista e iniciou uma carreira parlamentar, que o levou par do reino.
Foi dirigente do Partido Progressista e distinguiu-se como parlamentar com inúmeras iniciativas legislativas, entre as quais a fundação do Instituto Nacional de Estatística.
Foi Ministro da Marinha e Ultramar de 18 de Agosto de 1898 a 26 de Junho de 1900, no XLIX Governo da Monarquia Constitucional, presidido por José Luciano de Castro. Voltou ao governo, desta feita como Ministro dos Negócios Estrangeiros, no período de 20 de Outubro de 1904 a 19 de Março de 1906, integrando os LII Governo e LIII Governo da Monarquia Constitucional, ambos novamente presididos por José Luciano de Castro. Após um breve intervalo, voltou ao cargo de Ministro dos Negócios Estrangeiros  no período de 22 de Dezembro de 1909 a 26 de Junho de 1910, no LX Governo da Monarquia Constitucional, desta feita um executivo presidido por Veiga Beirão.
Como Ministro dos Negócios Estrangeiros, foram de sua iniciativa as visitas a Portugal do rei Eduardo VII de Inglaterra (em abril de 1903), do Presidente da República Francesa Émile Loubet (em outubro de 1904), do imperador Guilherme II da Alemanha (em abril de 1905), do rei Afonso XIII de Espanha e dos príncipes de Saxe, entre outras, assim como as viagens do rei D. Carlos a retribuir estas visitas.
Recebeu muitas condecorações estrangeiras e nacionais, entre as quais a grã-cruz e comendada da Ordem de Santiago, a comenda da Ordem de Nossa Senhora da Conceição de Vila Viçosa, os graus de comendador e oficial da Ordem de Avis, a grã-cruz da Legião de Honra de França, a grã-cruz da Real Ordem Vitoriana (do Reino Unido), a grã-cruz da Ordem da Águia Vermelha da Prússia, a grã-cruz da Ordem do Salvador (da Grécia), a grã-cruz da Ordem da Coroa de Itália, a grã-cruz da Ordem de Isabel a Católica (Espanha), a grã-cruz do Mérito Naval (Espanha) e a Medalha de Prata de Comportamento Exemplar. Todas estas condecorações, e a farda de Par do Reino, assim como um quadro a óleo do pintor Henrique Medina, estão actualmente expostas no Museu da Marinha, em Lisboa.
Foi ainda administrador da Companhia de Moçambique, a cujo conselho de administração presidiu.
Faleceu em Lisboa, na freguesia de São Sebastião da Pedreira, onde residia na Avenida Fontes Pereira de Melo, número 3, aos 61 anos de idade, vítima de cancro do cólon. Encontra-se sepultado no Cemitério da Ajuda, em jazigo de família.